# Vidor (Texas)
Vidor es una ciudad ubicada en el condado de Orange en el estado estadounidense de Texas. En el Censo de 2010 tenía una población de 10579 habitantes y una densidad poblacional de 345,51 personas por km².

## Geografía
Vidor se encuentra ubicada en las coordenadas 30°7′41″N 93°59′30″O / 30.12806, -93.99167. Según la Oficina del Censo de los Estados Unidos, Vidor tiene una superficie total de 30.62 km², de la cual 30.35 km² corresponden a tierra firme y (0.89%) 0.27 km² es agua.

## Demografía
Según el censo de 2010, había 10579 personas residiendo en Vidor. La densidad de población era de 345,51 hab./km². De los 10579 habitantes, Vidor estaba compuesto por el 95.74% blancos, el 0.12% eran afroamericanos, el 0.53% eran amerindios, el 0.49% eran asiáticos, el 0.18% eran isleños del Pacífico, el 1.47% eran de otras razas y el 1.47% pertenecían a dos o más razas. Del total de la población el 5.1% eran hispanos o latinos de cualquier raza.